# Colobothina perplexa
Colobothina perplexa är en skalbaggsart som beskrevs av Hovore 1990. Colobothina perplexa ingår i släktet Colobothina och familjen långhorningar.
Artens utbredningsområde är:
- Costa Rica.
- Honduras.
- Panama.

Inga underarter finns listade i Catalogue of Life.